# Birgit Würz

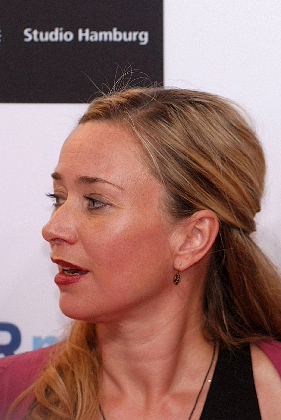
Birgit Würz bei der Verleihung des Studio Hamburg Nachwuchspreises 2012

Birgit Würz (* 18. Januar 1967 in Bad Homburg vor der Höhe, Hessen) ist eine deutsche Theater- und Fernsehschauspielerin.

## Leben
Birgit Würz absolvierte zunächst eine dreijährige Schauspielausbildung in Zürich. Danach spielte sie in diversen Theaterstücken mit. Des Weiteren konnte man sie bereits in zahlreichen Film- und Fernsehrollen sehen. Vom 7. Februar bis zum 12. Dezember 2008 spielte sie in der RTL-Seifenoper Alles was zählt die Rolle der Nadja Roschinski. Sie übernahm die Rolle, weil die erste Darstellerin dieser Rolle, Regine Seidler, schwanger war. Von April 2010 bis November 2011 spielte sie in Rote Rosen die Rolle der Caroline von Walden. Im November und Dezember 2011 drehte sie für die ARD-Serie Verbotene Liebe. Von 2020 bis 2021 spielte sie in Gute Zeiten, schlechte Zeiten die Rolle der Patrizia Bachmann.
Birgit Würz hat zwei Kinder und lebt mit ihrer Familie in Berlin.

## Theater (Auswahl)
- 1991–1993: Roberto Zucco
- 1991–1993: Die Möwe
- 1991–1993: Die Zeit und das Zimmer
- 1991–1993: Bernada Albas Haus
- 1993–1996: Die Reise nach Brasilien
- 1993–1996: Ab jetzt
- 1993–1996: Woyzeck
- 1993–1996: Antigone
- 1996: Der Geizige
- 1997: Hedda Gabler
- 1999: Honigmond
- 2000–2001: Wegen Reichtum Geschlossen
- 2000–2001: Pension Schöller
- 2001–2002: Tilt
- 2002–2003: Mein zuckersüßer Adolf – Fanpost an den Führer
- 2004–2007: Tödlicher Kongress
- 2017: Die Reise (sirene Operntheater)

## Filmografie (Auswahl)
- 1993: Der König
- 1994: Aus heiterem Himmel
- 1994: Stadtklinik
- 1994: Westerdeich
- 1995: Auf eigene Gefahr
- 1996: Faust (Fernsehreihe)
- 1996: Apartment für einen Selbstmörder
- 1996: Alarmcode 112
- 1996: Lisa Falk – Eine Frau für alle Fälle
- 1996: Freunde wie wir
- 1997: Baby an Bord
- 1997: Alphateam
- 1998: Matt
- 1998: Mann bleibt Mann
- 1998: Die Cleveren
- 1998: Die Schule am See
- 1998: Einsatz Hamburg Süd
- 1999: Ein Fall für Zwei
- 1999: Zwei Männer am Herd
- 1999: Und morgen geht die Sonne wieder auf
- 2000: Holiday Affair
- 2000: Albtraum einer Ehe
- 2001: Evelyn Hamanns Geschichten aus dem Leben
- 2001: Mord im Haus des Herrn
- 2001: Klinikum Berlin Mitte
- 2001: Die Kommissarin
- 2001–2002: Balko
- 2002: Im Namen des Gesetzes
- 2003: Der Dicke
- 2003: Die Bahn
- 2003: Für alle Fälle Stefanie
- 2004: Edel und Starck
- 2006: Ein Fall für Zwei
- 2007: Der Kriminalist
- 2008: Alles was zählt (Fernsehserie, 216 Folgen)
- 2008: Klinik am Alex
- 2010–2011: Rote Rosen (Telenovela)
- 2012: Verbotene Liebe (Fernsehserie)
- 2017: In aller Freundschaft – Die jungen Ärzte (Fernsehserie, Folge Gegen den Strom)
- 2020–2021: Gute Zeiten, schlechte Zeiten (Fernsehserie, Episoden 7116–7199)
- 2021: In aller Freundschaft – Die Krankenschwestern (Fernsehserie, Folge In der Familie)
- 2022: SOKO Hamburg (Fernsehserie, Folge Perfect Partner)
- 2025: Morden im Norden (Fernsehserie, Folge Die letzte Bestellung)